# Hyposcada obscuratus
Hyposcada obscuratus är en fjärilsart som beskrevs av Fabricius 1793. Hyposcada obscuratus ingår i släktet Hyposcada och familjen praktfjärilar. Inga underarter finns listade i Catalogue of Life.